# Planctosphaera pelagica
Planctosphaera pelagica é um animal marinho classificado em sua própria família, Planctosphaeridae, e classe, Planctosphaeroidea, dentro do filo Hemichordata. A espécie foi descoberta em 1910 durante uma expedição norueguesa em alto mar, numa profundida de 270 metros. Duas amostras foram coletadas, mas uma estava muito danificada. Mortensen reconheceu estes animais como aparentados a tornaria, uma forma larval de Enteropneusta, e posteriormente enviou os espécimens para Spengel . Somente em 1932, a espécie foi nominada . Dois outros espécimes foram encontrados na década de 70, um no Atlântico Norte perto do banco de Challenger ao norte dos Açores, e outro na corrente equatorial norte a 19°33'N e 40°01'W .
As formas larvais são transparentes e esféricas e contêm uma grande série de faixas ciliadas; não são conhecidas formas adultas. Hart e colaboradores, consideram esse estágio larval um forma de tornaria distorcida pela hipertrofia de um ambiente plantônico . Alguns pesquisadores classificam a espécie como sendo um Enteropneusta incertae sedis .